# Pterolophia transverseunifasciata
Pterolophia transverseunifasciata là một loài bọ cánh cứng trong họ Cerambycidae.